# Station Warszawa Aleje Jerozolimskie
Station Warszawa Aleje Jerozolimskie is een spoorwegstation in het stadsdeel Ochota in de Poolse hoofdstad Warschau.